# یواس‌اس لوهاردی (دی‌یی-۲۰)
یواس‌اس لوهاردی (دی‌یی-۲۰) (به انگلیسی: USS LeHardy (DE-20)) یک کشتی بود که طول آن ۲۸۹ فوت ۵ اینچ (۸۸٫۲۱ متر) بود. این کشتی در سال ۱۹۴۲ ساخته شد.